# Décès en 1904
Décès
- 1900
- 1901
- 1902
- 1903
- 1904
- 1905
- 1906
- 1907
- 1908

Cette page dresse une liste de personnalités mortes au cours de l'année 1904.
Pour une information complémentaire, voir la page d'aide.
La liste des décès est présentée dans l'ordre chronologique.
La liste des personnes référencées dans Wikipédia est disponible dans la page de la Catégorie:Décès en 1904

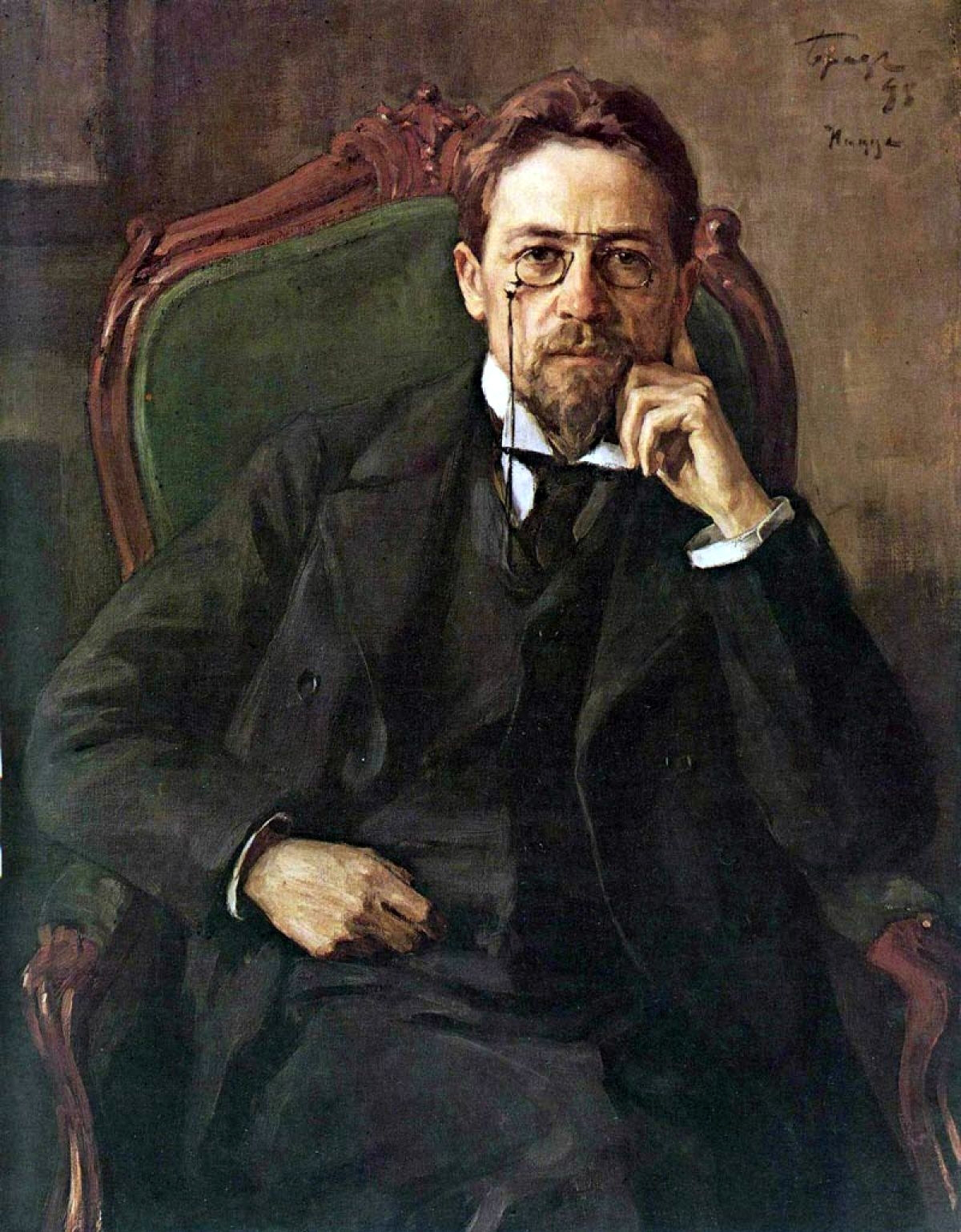
Anton Tchekhov

## Janvier
- 2 janvier :
  - Jacques Orteig, alpiniste français  (° 9 février 1834).
  - Mathilde Bonaparte, fille de Jérôme Bonaparte (° 27 mai 1820).
  - Achille Dien, peintre et violoniste français (° 27 décembre 1827).
- 3 janvier : Larin Paraske, poétesse finlandaise (° 27 décembre 1833).
- 4 janvier : Mitrofan Belaïev, musicien, éditeur de musique et homme d'affaires russe (° 22 février 1836).
- 5 janvier : Karl Alfred von Zittel, paléontologue allemand (° 25 septembre 1839).
- 6 janvier : Hubert Van Neuss, homme politique belge (° 10 décembre 1839).
- 10 janvier : Jean-Léon Gérôme, peintre français (° 11 mai 1824).
- 11 janvier : Mary Ellen Pleasant, entrepreneuse abolitionniste américaine (° 19 août 1814).
- 15 janvier : Eduard Lassen, chef d'orchestre et compositeur belge d'origine danoise (° 13 avril 1830).
- 26 janvier : Aristides Augusto Milton, juriste, journaliste,  homme politique et historien brésilien (° 29 mai 1848).
- 31 janvier : Raphaël Ponson, peintre français (° 12 mai 1835).
- ? janvier : Boukary Koutou, roi (Moro Naba) de Ouagadougou au Burkina Faso (° vers 1850).

## Février
- 7 février : Fabien Launay, peintre, dessinateur, graveur et caricaturiste français (° 23 mars 1877).
- 13 février : Octave Callandreau, astronome français (° 18 septembre 1852).
- 10 février : Gottfried Mann, pianiste, chef d'orchestre et compositeur néerlandais (° 15 juillet 1858).
- 17 février : 
  - Hermann Emminghaus, psychiatre allemand (° 20 mai 1845).
  - José Frappa, peintre français (° 18 avril 1854).

## Mars
- 4 mars :
  - Charles Poisot, pianiste, compositeur et musicographe français (° 7 juillet 1822).
  - Joseph Trutch, homme politique canadien (° 18 janvier 1826).
- 11 mars : Charles Grisart, compositeur d'opéras français (° 29 septembre 1837).
- 12 mars : Charles de La Monneraye, militaire et homme politique français. Sénateur du Morbihan de 1876 à 1894 (° 3 février 1812).
- 15 mars : Mosè Bianchi ,peintre italien (° 13 octobre 1840).
- 19 mars : Thomas Robert McInnes, homme politique canadien (° 5 novembre 1840).
- 27 mars : Auguste Chérion, compositeur et maître de chapelle français (° 22 janvier 1854).

## Avril
- 2 avril : Artishia Gilbert, médecin afro-américaine (° 2 juin 1868).
- 5 avril : Ernest de Leiningen, prince allemand au service de la Marine du Royaume-Uni (° 9 novembre 1830).
- 8 avril : Hildur Hult, peintre suédoise (° 2 janvier 1872).
- 13 avril : Vassili Verechtchaguine, peintre russe (° 26 octobre 1842).
- 15 avril : Filippo Costaggini, peintre italien (° 1839).
- 24 avril : Friedrich Siemens (de), industriel allemand (° 8 décembre 1826).
- 27 avril : Andreï Riaboutchkine, peintre russe (° 17 octobre 1861).

## Mai
- 1er mai : Antonín Dvořák, compositeur tchèque (° 8 septembre 1841).
- 6 mai : Franz von Lenbach, peintre allemand  (° 13 décembre 1836).
- 10 mai : Henry Morton Stanley, explorateur britannique (° 28 janvier 1841).
- 19 mai : Lucien-Pierre Sergent, peintre français (° 8 juin 1849),

## Juin
- 18 juin : Paul Dangla, coureur cycliste français (° 16 janvier 1878).
- 25 juin : Anthony Frederick Augustus Sandys, peintre, illustrateur et dessinateur britannique (° 1er mai 1829).

## Juillet
- 1er juillet : George Frederic Watts, peintre et sculpteur britannique (° 23 février 1857).
- 3 juillet : Theodor Herzl, écrivain juif et fondateur du sionisme politique (° 2 mai 1860).
- 5 juillet : Joseph Blanc, peintre français (° 25 janvier 1846).
- 14 juillet : Paul Kruger, dernier dirigeant de la république Boer du Transvaal (°1825).
- 15 juillet : Anton Tchekhov, écrivain russe (° 29 janvier 1860).

## Août
- 3 août : Hugo Abensberg und Traun, diplomate et noble austro-hongrois (° 20 septembre 1828)
- 7 août : Heinrich Hasselhorst, peintre et dessinateur allemand (° 4 avril 1825).
- 9 août : Robert Wilson Hamilton, juriste américain devenu brièvement le premier procureur général des Fidji (° vers 1820).
- 10 août : Pierre Waldeck-Rousseau, homme politique français (° 2 décembre 1846).
- 22 août : Kate Chopin, écrivaine américaine (° 8 février 1850).
- 25 août : Henri Fantin-Latour, peintre et lithographe français (° 14 janvier 1836).
- 27 août : Pavel Svedomski, peintre russe (° 7 juin 1849).

## Septembre
- 4 septembre : Martin Johnson Heade, peintre américain (° 11 août 1819).
- 18 septembre : Herbert von Bismarck, homme politique allemand, fils d'Òtto (° 28 décembre 1849).
- 24 septembre : Émile Gallé, un des pionniers de l'Art nouveau, en France (° 4 mai 1846).

## Octobre
- 1er octobre : Samuel Rousseau, compositeur, organiste et musicographe français (° 11 juin 1853).
- 2 octobre : Jan Monchablon, peintre français (° 6 septembre 1854).
- 4 octobre : Frédéric Auguste Bartholdi, sculpteur français (° 2 août 1834).
- 13 octobre : Károly Lotz, peintre germano-hongrois (° 16 décembre 1833).
- 14 octobre : Léon-Gustave Ravanne, peintre français (° 30 septembre 1854).
- 20 octobre : Victor Leydet, peintre de genre français (° 21 juillet 1861).

## Novembre
- 4 novembre :
  - Valentine Cameron Prinsep, peintre anglais (° 14 février 1838).
  - Gaston Serpette, compositeur, chef d'orchestre et critique musical français (° 4 novembre 1846).
- 18 novembre : Gabriel Gravier, historien, géographe et écrivain français (° 17 février 1827).
- 22 novembre : Théophile de Bock, peintre néerlandais (° 14 janvier 1851).
- 24 novembre : Christopher Dresser, architecte britannique (° 4 juillet 1834).

## Décembre
- 1er décembre : Hector Giacomelli, aquarelliste, graveur et illustrateur français (° 1er avril 1822).
- 11 décembre : 
  - John White Chadwick, théologien et écrivain américain (° 19 octobre 1840).
  - Alexandre Morozov,  peintre russe, membre de l'Académie impériale des beaux-arts (° 29 mai 1835).
- 14 décembre : Anatole Roujou, naturaliste, géologue, archéologue et anthropologue français (° 16 octobre 1841).
- 17 décembre : Paul Vogler, peintre impressionniste français (° 8 mars 1853).
- 24 décembre
  - Gustav Bauernfeind, peintre, illustrateur et architecte allemand d'origine juive (° 4 septembre 1848).
  - Julien Dillens, sculpteur belge (° 8 juin 1849).
- 25 décembre : Sophie de Castellane, écrivaine française (° 2 décembre 1818).
- 29 décembre : Henri-Léopold Lévy,  peintre français (° 23 septembre 1840).

- Date inconnue :
  - Cristiano Banti, peintre italien (° 1824).
  - Loudovíkos Spinéllis, chef d'orchestre et compositeur grec (° 1871 ou 1872).

- Après 1904 :
- Giovacchino Gamberini, peintre italien (° 1859).